# فروشندگی شخصی
فروشندگی شخصی معرفی شفاهی است به صورت مذاکره حضوری با یک یا چند خریدار احتمالی. 